# Эуженио (юморист)
Эуженио Жофра Бафальюй (кат. Eugenio Jofra Bafalluy; 11 октября 1941, Барселоне — 11 марта 2001), более известный как Эуженио — каталанский юморист, ставший известный в Испании благодаря выступлениям по телевидению в 1980—1990 годы.

## Биография
По специальности Эуженио был ювелиром, но с молодости он испытывал тягу к музыке и разговорному жанру искусства. На первом этапе своей творческой карьеры Эуженио совместно со своей первой женой Кончитой Алькайд Родригес образовал музыкальный дуэт «Els Dos» («Вдвоем»), который выступал в пабах Барселоны, позднее он перешёл к юмористическому жанру. Согласно своему амплуа, на концертах Эуженио был одет в чёрную шёлковую рубашку, носил затемнённые очки, держал в руке сигарету и стакан крепкого напитка (обычно водка с апельсиновым соком). Шутки он намеренно произносил с каталонским акцентом, иногда даже включал в их текст слова или фразы на родном языке.
Кончита умерла в 1980 году. После этого Эуженио продолжил выступления в одиночку. В 1983 году он также снялся в комедии «Un genio en apuros». Позже Эуженио выпустил ряд альбомов с записями своих выступлений («Eugeniadas», «Eugenio con un cigarrillo», «Eugenio y los caballitos», «Con cierto sabor a Eugenio»). В 1997 году он женился во второй раз. В 2000 году вышла его последняя прижизненная запись (Érase otra vez…).
Артист скончался в марте 2001 года от сердечного приступа. Ему было 59 лет, согласно его воле его останки были кремированы. У Эуженио осталось трое взрослых детей.